# Asante Akim North
Asante Akim North är ett distrikt i Ghana.   Det ligger i regionen Ashantiregionen, i den södra delen av landet, 160 km nordväst om huvudstaden Accra. Antalet invånare är 132 415. Arean är 1 462 kvadratkilometer.
Terrängen i Asante Akim North är kuperad österut, men västerut är den platt.